# Copa Pan-Americana de Voleibol Masculino de 2016
A Copa Pan-Americana de Voleibol Masculino de 2016 foi a 11.ª edição do torneio organizado pela NORCECA em parceria com a CSV, realizado no período de 21 a 26 de maio, com as partidas realizadas no Ginásio Olímpico Juan de la Barrera, na Cidade do México, no México.
A seleção cubana venceu seu segundo título da competição ao vencer na final única a seleção argentina. O ponteiro cubano Abrahan Alfonso Gavilán foi eleito o melhor jogador do torneio.

## Seleções participantes
| Equipe               | Última participação |
| -------------------- | ------------------- |
| Argentina            | 2015                |
| Canadá               | 2015                |
| Chile                | Estreante           |
| Colômbia             | 2014                |
| Costa Rica           | 2008                |
| Cuba                 | 2015                |
| Estados Unidos       | 2015                |
| Honduras             | Estreante           |
| México               | 2015                |
| República Dominicana | 2015                |

## Formato da disputa
O torneio foi dividido em duas fases: fase classificatória e fase final.
Na fase preliminar as 10 equipes participantes foram divididas em três grupos (o Grupo A e B com 3 equipes e o Grupo B com 4 equipes). Os dois primeiros classificados de cada grupo entraram na fase final, estruturada em quartas de finais, semifinais e final. Os dois eliminados nas quartas de finais das finais passaram para disputa pelo quinto lugar. Os últimos classificados dos grupos A e B e os dois últimos classificados do grupo C entraram na disputa pelo sétimo lugar. Cada grupo foi jogado com um sistema de todos contra todos e as equipes foram classificadas de acordo com os seguintes critérios:
1. Maior número de partidas ganhas.
2. Maior número de pontos obtidos, que são concedidos da seguinte forma:
  - Partida com resultado final 3–0: 5 pontos para o vencedor e 0 pontos para o perdedor.
  - Partida com resultado final 3–1: 4 pontos para o vencedor e 1 pontos para o perdedor.
  - Partida com resultado final 3–2: 3 pontos para o vencedor e 2 pontos para o perdedor.
3. Proporção entre pontos ganhos e pontos perdidos (razão de pontos).
4. Proporção entre os sets ganhos e os sets perdidos (relação sets).
5. Se o empate persistir entre duas equipes, a prioridade é dada à equipe que venceu a última partida entre as equipes envolvidas.
6. Se o empate persistir entre três equipes ou mais, uma nova classificação será feita levando-se em conta apenas as partidas entre as equipes envolvidas.

## Fase classificatória
- Todas partidas no horário local (UTC-6).

|  | Classificados para as semifinais       |
|  | Classificados para as quartas de final |
|  | Disputa do 7º ao 10º lugar             |

### Grupo A
|     |                      |     | Jogos | Jogos | Jogos | Resultados | Resultados | Resultados | Resultados | Resultados | Resultados | Sets | Sets | Sets  | Pontos | Pontos | Pontos |
| Pos | Equipe               | Pts | T     | V     | D     | 3–0        | 3–1        | 3–2        | 2–3        | 1–3        | 0–3        | V    | P    | R     | V      | P      | R      |
| --- | -------------------- | --- | ----- | ----- | ----- | ---------- | ---------- | ---------- | ---------- | ---------- | ---------- | ---- | ---- | ----- | ------ | ------ | ------ |
| 1   | Estados Unidos       | 8   | 2     | 2     | 0     | 0          | 2          | 0          | 0          | 0          | 0          | 6    | 2    | 3.000 | 193    | 167    | 1.156  |
| 2   | República Dominicana | 5   | 2     | 1     | 1     | 0          | 1          | 0          | 0          | 1          | 0          | 4    | 4    | 1.000 | 182    | 193    | 0.943  |
| 3   | Chile                | 2   | 2     | 0     | 2     | 0          | 0          | 0          | 0          | 2          | 0          | 2    | 6    | 0.333 | 171    | 186    | 0.919  |

| Data   | Hora  |                      | Placar |                      | Set 1 | Set 2 | Set 3 | Set 4 | Set 5 | Total  | Relatório |
| ------ | ----- | -------------------- | ------ | -------------------- | ----- | ----- | ----- | ----- | ----- | ------ | --------- |
| 21 mai | 14:00 | Estados Unidos       | 3–1    | Chile                | 25–17 | 17–25 | 25–15 | 25–22 |       | 92–79  | P2 P3     |
| 22 mai | 14:00 | Chile                | 1–3    | República Dominicana | 20–25 | 25–18 | 24–26 | 23–25 |       | 92–94  | P2 P3     |
| 23 mai | 16:00 | República Dominicana | 1–3    | Estados Unidos       | 20–25 | 23–25 | 28–26 | 17–25 |       | 88–101 | P2 P3     |

### Grupo B
|     |            |     | Jogos | Jogos | Jogos | Resultados | Resultados | Resultados | Resultados | Resultados | Resultados | Sets | Sets | Sets  | Pontos | Pontos | Pontos |
| Pos | Equipe     | Pts | T     | V     | D     | 3–0        | 3–1        | 3–2        | 2–3        | 1–3        | 0–3        | V    | P    | R     | V      | P      | R      |
| --- | ---------- | --- | ----- | ----- | ----- | ---------- | ---------- | ---------- | ---------- | ---------- | ---------- | ---- | ---- | ----- | ------ | ------ | ------ |
| 1   | Cuba       | 8   | 2     | 2     | 0     | 1          | 0          | 1          | 0          | 0          | 0          | 6    | 2    | 3.000 | 183    | 146    | 1.253  |
| 2   | Canadá     | 7   | 2     | 1     | 1     | 1          | 0          | 0          | 1          | 0          | 0          | 5    | 3    | 1.667 | 176    | 147    | 1.197  |
| 3   | Costa Rica | 0   | 1     | 0     | 1     | 0          | 0          | 0          | 0          | 0          | 1          | 0    | 3    | 0.000 | 84     | 150    | 0.560  |

| Data   | Hora  |            | Placar |            | Set 1 | Set 2 | Set 3 | Set 4 | Set 5 | Total   | Relatório |
| ------ | ----- | ---------- | ------ | ---------- | ----- | ----- | ----- | ----- | ----- | ------- | --------- |
| 21 mai | 18:11 | Costa Rica | 0–3    | Canadá     | 15–25 | 13–25 | 11–25 |       |       | 39–75   | P2 P3     |
| 22 mai | 18:00 | Cuba       | 3–0    | Costa Rica | 25–11 | 25–16 | 25–18 |       |       | 75–45   | P2 P3     |
| 23 mai | 18:29 | Canadá     | 2–3    | Cuba       | 25–20 | 17–25 | 21–25 | 25–23 | 13–15 | 101–108 | P2 P3     |

### Grupo C
|     |           |     | Jogos | Jogos | Jogos | Resultados | Resultados | Resultados | Resultados | Resultados | Resultados | Sets | Sets | Sets  | Pontos | Pontos | Pontos |
| Pos | Equipe    | Pts | T     | V     | D     | 3–0        | 3–1        | 3–2        | 2–3        | 1–3        | 0–3        | V    | P    | R     | V      | P      | R      |
| --- | --------- | --- | ----- | ----- | ----- | ---------- | ---------- | ---------- | ---------- | ---------- | ---------- | ---- | ---- | ----- | ------ | ------ | ------ |
| 1   | Argentina | 14  | 3     | 3     | 0     | 2          | 1          | 0          | 0          | 0          | 0          | 9    | 1    | 9.000 | 251    | 192    | 1.307  |
| 2   | México    | 9   | 3     | 2     | 1     | 1          | 0          | 1          | 0          | 1          | 0          | 7    | 5    | 1.400 | 284    | 270    | 1.052  |
| 3   | Colômbia  | 7   | 3     | 1     | 2     | 1          | 0          | 0          | 1          | 0          | 1          | 5    | 6    | 0.833 | 248    | 258    | 0.961  |
| 4   | Honduras  | 0   | 3     | 0     | 3     | 0          | 0          | 0          | 0          | 0          | 3          | 0    | 9    | 0.000 | 162    | 225    | 0.720  |

Resultados
| Data   | Hora  |           | Placar |           | Set 1 | Set 2 | Set 3 | Set 4 | Set 5 | Total   | Relatório |
| ------ | ----- | --------- | ------ | --------- | ----- | ----- | ----- | ----- | ----- | ------- | --------- |
| 21 mai | 16:00 | Argentina | 3–0    | Colômbia  | 25–16 | 25–20 | 25–22 |       |       | 75–58   | P2 P3     |
| 21 mai | 20:00 | México    | 3–0    | Honduras  | 25–17 | 25–15 | 25–22 |       |       | 75–54   | P2 P3     |
| 22 mai | 16:00 | Honduras  | 0–3    | Argentina | 10–25 | 19–25 | 16–25 |       |       | 45–75   | P2 P3     |
| 22 mai | 20:00 | México    | 3–2    | Colômbia  | 32–30 | 25–20 | 25–27 | 23–25 | 15–13 | 120–115 | P2 P3     |
| 23 mai | 14:00 | Colômbia  | 3–0    | Honduras  | 25–22 | 25–20 | 25–21 |       |       | 75–63   | P2 P3     |
| 23 mai | 20:00 | México    | 1–3    | Argentina | 18–25 | 21–25 | 28–26 | 22–25 |       | 89–101  | P2 P3     |

## Fase final

### Chaveamento final
|  | Quartas de final | Quartas de final     | Quartas de final |  |  | Semifinais | Semifinais | Semifinais |  |  | Final          | Final          | Final          |
|  |                  |                      |                  |  |  |            |            |            |  |  |                |                |                |
|  |                  |                      |                  |  |  | C1         | Argentina  | 3          |  |  |                |                |                |
|  | A1               | Estados Unidos       | 1                |  |  | B2         | Canadá     | 1          |  |  |                |                |                |
|  | B2               | Canadá               | 3                |  |  |            |            |            |  |  | C1             | Argentina      | 2              |
|  |                  |                      |                  |  |  |            |            |            |  |  | B1             | Cuba           | 3              |
|  |                  |                      |                  |  |  | B1         | Cuba       | 3          |  |  |                |                |                |
|  | C2               | México               | 3                |  |  | C2         | México     | 1          |  |  | Terceiro lugar | Terceiro lugar | Terceiro lugar |
|  | A2               | República Dominicana | 0                |  |  |            |            |            |  |  | B2             | Canadá         | 3              |
|  |                  |                      |                  |  |  |            |            |            |  |  | C2             | México         | 0              |

### 7º – 10º lugar
| Data   | Hora  |          | Placar |            | Set 1 | Set 2 | Set 3 | Set 4 | Set 5 | Total | Relatório |
| ------ | ----- | -------- | ------ | ---------- | ----- | ----- | ----- | ----- | ----- | ----- | --------- |
| 24 mai | 14:00 | Colômbia | 3–0    | Honduras   | 25–23 | 25–21 | 25–21 |       |       | 75–65 | P2 P3     |
| 24 mai | 16:00 | Chile    | 3–0    | Costa Rica | 25–15 | 25–18 | 25–23 |       |       | 75–56 | P2 P3     |

### Quartas de final
| Data   | Hora  |                | Placar |                      | Set 1 | Set 2 | Set 3 | Set 4 | Set 5 | Total   | Relatório |
| ------ | ----- | -------------- | ------ | -------------------- | ----- | ----- | ----- | ----- | ----- | ------- | --------- |
| 24 mai | 18:00 | Estados Unidos | 1–3    | Canadá               | 24–26 | 28–26 | 19–25 | 29–31 |       | 100–108 | P2 P3     |
| 24 mai | 20:00 | México         | 3–0    | República Dominicana | 25–22 | 25–19 | 28–26 |       |       | 78–67   | P2P3      |

### Nono lugar
| Data   | Hora  |          | Placar |            | Set 1 | Set 2 | Set 3 | Set 4 | Set 5 | Total   | Relatório |
| ------ | ----- | -------- | ------ | ---------- | ----- | ----- | ----- | ----- | ----- | ------- | --------- |
| 25 mai | 14:00 | Honduras | 2–3    | Costa Rica | 21–25 | 27–25 | 25–20 | 26–28 | 11–15 | 110–113 | P2 P3     |

### Sétimo lugar
| Data   | Hora  |          | Placar |       | Set 1 | Set 2 | Set 3 | Set 4 | Set 5 | Total | Relatório |
| ------ | ----- | -------- | ------ | ----- | ----- | ----- | ----- | ----- | ----- | ----- | --------- |
| 25 mai | 16:00 | Colômbia | 0–3    | Chile | 19–25 | 19–25 | 22–25 |       |       | 60–75 | P2 P3     |

### Semifinais
| Data   | Hora  |           | Placar |        | Set 1 | Set 2 | Set 3 | Set 4 | Set 5 | Total   | Relatório |
| ------ | ----- | --------- | ------ | ------ | ----- | ----- | ----- | ----- | ----- | ------- | --------- |
| 25 mai | 18:00 | Argentina | 3–1    | Canadá | 34–32 | 24–26 | 25–22 | 25–22 |       | 108–102 | P2 P3     |
| 25 mai | 20:00 | Cuba      | 3–1    | México | 25–21 | 26–28 | 25–14 | 25–18 |       | 101–81  | P2 P3     |

### Quinto lugar
| Data   | Hora  |                      | Placar |                | Set 1 | Set 2 | Set 3 | Set 4 | Set 5 | Total | Relatório |
| ------ | ----- | -------------------- | ------ | -------------- | ----- | ----- | ----- | ----- | ----- | ----- | --------- |
| 26 mai | 16:00 | República Dominicana | 0–3    | Estados Unidos | 22–25 | 15–25 | 14–25 |       |       | 51–75 | P2 P3     |

### Terceiro lugar
| Data   | Hora  |        | Placar |        | Set 1 | Set 2 | Set 3 | Set 4 | Set 5 | Total | Relatório |
| ------ | ----- | ------ | ------ | ------ | ----- | ----- | ----- | ----- | ----- | ----- | --------- |
| 26 mai | 18:00 | México | 0–3    | Canadá | 20–25 | 20–25 | 27–29 |       |       | 67–79 | P2 P3     |

### Final
| Data   | Hora  |      | Placar |           | Set 1 | Set 2 | Set 3 | Set 4 | Set 5 | Total   | Relatório |
| ------ | ----- | ---- | ------ | --------- | ----- | ----- | ----- | ----- | ----- | ------- | --------- |
| 26 mai | 20:00 | Cuba | 3–2    | Argentina | 30–32 | 20–25 | 25–23 | 25–18 | 19–17 | 119–115 | P2 P3     |

## Classificação final
| Pos | Equipe               |
| --- | -------------------- |
| 1   | Cuba                 |
| 2   | Argentina            |
| 3   | Canadá               |
| 4   | México               |
| 5   | Estados Unidos       |
| 6   | República Dominicana |
| 7   | Chile                |
| 8   | Colômbia             |
| 9   | Costa Rica           |
| 10  | Honduras             |

## Premiações
| Copa Pan-Americana de 2016 |
| Cuba                       |
| -------------------------- |
| Cuba Campeã (2.º título)   |

### Individuais
Os atletas que se destacaram individualmente foramː
| - Most Valuable Player (MVP) Abrahan Alfonso Gavilán - Melhor levantador Matías Sánchez - Melhores ponteiros Jorge Barajas Vicente Parraguirre | - Melhores centrais Fabián Flores Luis Sosa - Melhores pposto Henry Tapia - Melhor líbero Santiago Danani |